# کارل آیری
کارل آیری (انگلیسی: Carl Airey؛ زادهٔ ۶ فوریهٔ ۱۹۶۵) بازیکن فوتبال اهل بریتانیا است.
از باشگاه‌هایی که در آن بازی کرده‌است می‌توان به باشگاه فوتبال دارلینگتون، باشگاه فوتبال سالزبری سیتی، باشگاه فوتبال بارنزلی، باشگاه فوتبال روترهام یونایتد، باشگاه فوتبال تورکی یونایتد، باشگاه فوتبال رویال شارلوا، باشگاه فوتبال چسترفیلد، باشگاه فوتبال شامروک روورز و باشگاه فوتبال برادفورد سیتی اشاره کرد.